# Durio testudinarius
Durio testudinarius é uma espécie de angiospérmica da família Bombacaceae.
Pode ser encontrada nos seguintes países: Brunei, Indonésia e Malásia.